# وذرفورد الدولية
وذرفورد الدولية أو ويذرفورد إنترناشيونال بي إل سي ، وهي شركة إيرلندية مقرها، هي واحدة من أكبر شركات خدمات النفط والغاز الطبيعي متعددة الجنسيات. توفر الشركة منتجات وخدمات لحفر آبار النفط والغاز الطبيعي وتقييمها وإتمامها وإنتاجها والتدخل فيها، إلى جانب إنشاء خطوط أنابيب وتشغيلها. يقع وذرفورد في بار ، سويسرا ، ويعمل في أكثر من 100 دولة حول العالم ويعمل بها أكثر من 35000 شخص (2016). 

## روابط خارجية
- Weatherford.com صفحة